# Campeonato Piauiense de Futebol de 1985
O Campeonato Piauiense de Futebol de 1985 foi o 45º campeonato de futebol do Piauí. A competição foi organizada pela Federação Piauiense de Desportos e o campeão foi o Piauí.

## Campanha do Campeão
1° Turno 
Parnahyba 0 X 2 Piauí 
River 1 X 0 Piauí 
Comercial 1 X 1 Piauí 
Piauí 0 X 0 Tiradentes 
Piauí 1 X 2 Caiçara 
Piauí 1 X 0 Auto Esporte 
Flamengo 0 X 0 Piauí 
 2° Turno 
Piauí 7 X 0 Comercial 
Piauí 2 X 0 Parnahyba 
Piauí 0 X 0 Flamengo 
Piauí 1 X 0 River 
Piauí 3 X 0 Auto Esporte 
Piauí 1 X 0 Tiradentes 
 3° Turno 
River 2 X 1 Piauí 
Tiradentes 1 X 0 Piauí 
Piauí 2 X 1 Flamengo 
Piauí 2 X 0 Tiradentes 
River 1 X 0 Piauí 
Flamengo 1 X 1 Piauí 
 Fase Final 
Piauí 2 X 0 River 
Flamengo 1 X 1 Piauí 

## Premiação
| Campeonato Piauiense de Futebol de 1985 |
| --------------------------------------- |
| PIAUÍ Campeão (5º título)               |